# Rick Astley
Richard Paul "Rick" Astley, född 6 februari 1966 i Newton-le-Willows i Merseyside (i dåvarande Lancashire), är en brittisk popsångare.

## Karriär
Astley blev under 1980-talet populär med ett antal Stock Aitken Waterman-producerade popsinglar. De hade titlar som Never Gonna Give You Up, Together Forever, Whenever You Need Somebody och Take Me To Your Heart. 
Astley gjorde comeback 2001 med singeln Sleeping. 2010 släppte Astley sin nya låt Lights Out, som redan nu har fått utmärkelsen "#3 - Topprankade (Hela perioden) - Musik - Storbritannien" på Youtube.

## Diskografi

### Album

#### Studioalbum
| År   | Information                                                                                   | Listplaceringar | Listplaceringar | Listplaceringar | Listplaceringar | Listplaceringar | Listplaceringar | Listplaceringar | Listplaceringar | Listplaceringar | Listplaceringar | Försäljning och attesteringar                                                      |
| År   | Information                                                                                   | UK              | USA             | FR              | SWI             | AUT             | SWE             | CAN             | NO              | AUS             | GRE             | Försäljning och attesteringar                                                      |
| ---- | --------------------------------------------------------------------------------------------- | --------------- | --------------- | --------------- | --------------- | --------------- | --------------- | --------------- | --------------- | --------------- | --------------- | ---------------------------------------------------------------------------------- |
| 1987 | Whenever You Need Somebody - Första studioalbumet - Släppt: 1987 - Format: vinyl, kassett, CD | 1               | 10              | -               | 2               | 3               | 2               | 2               | 4               | 1               | -               | Kanada : 4 x platina (400 000) USA : 2 x platina (2 miljoner) Frankrike : 2 x guld |
| 1988 | Hold Me in Your Arms - Andra studioalbumet - Släppt: 1988 - Format: vinyl, kassett, CD        | 8               | 19              | -               | 11              | 30              | 7               | 3               | -               | -               | -               | Kanada : 2 x platina USA : guld                                                    |
| 1991 | Free - Tredje studioalbumet - Släppt: 1991 - Format: vinyl, CD, kassett                       | 9               | 31              | -               | 26              | 24              | 16              | 17              | -               | -               | -               |                                                                                    |
| 1993 | Body & Soul - Fjärde studioalbumet - Released: 1995 - Format: CD, kassett                     | -               | 185             | -               | -               | -               | -               | -               | -               | -               | -               |                                                                                    |
| 2002 | Keep It Turned On - Femte studioalbumet - Släppt: 2002 - Format: CD                           | -               | -               | -               | -               | -               | -               | -               | -               | -               | -               |                                                                                    |
| 2005 | Portrait - Sjätte studioalbumet - Släppt: 2005 - Format: CD                                   | 26              | -               | -               | -               | -               | -               | -               | -               | -               | -               |                                                                                    |
| 2016 | 50 - Sjunde studioalbumet - Släppt: 2016 - Format CD, LP                                      |                 |                 |                 |                 |                 |                 |                 |                 |                 |                 |                                                                                    |

#### Samlingsalbum
| År   | Information                                                                                     | Världsplaceringar | Världsplaceringar | Världsplaceringar | Världsplaceringar | Världsplaceringar | Världsplaceringar | Världsplaceringar | Världsplaceringar | Världsplaceringar | Världsplaceringar | Försäljning och attesteringar |
| År   | Information                                                                                     | UK                | USA               | FR                | SWI               | AUS               | SWE               | CAN               | NO                | NED               | DEN               | Försäljning och attesteringar |
| ---- | ----------------------------------------------------------------------------------------------- | ----------------- | ----------------- | ----------------- | ----------------- | ----------------- | ----------------- | ----------------- | ----------------- | ----------------- | ----------------- | ----------------------------- |
| 1990 | Dance Mixes - Remixer - Släppt: 1990 - Format: CD                                               | -                 | -                 | -                 | -                 | -                 | -                 | -                 | -                 | -                 | -                 |                               |
| 2001 | Together Forever - Greatest Hits and More... - Det bästa-album - Släppt: 2001 - Format: CD      | -                 | -                 | -                 | -                 | -                 | -                 | -                 | -                 | -                 | -                 |                               |
| 2002 | Greatest Hits - Det bästa-album - Släppt: December 2002 - Format: CD                            | 16                | -                 | -                 | -                 | -                 | -                 | -                 | -                 | -                 | 5                 |                               |
| 2003 | Greatest Hits - Det bästa-album - Släppt: 6 augusti 2003 - Format: CD                           | -                 | -                 | -                 | -                 | -                 | -                 | -                 | -                 | -                 | -                 |                               |
| 2003 | The Best of Rick Astley - Never Gonna Give You Up - Det bästa-album - Släppt: 2003 - Format: CD | -                 | -                 | -                 | -                 | -                 | -                 | -                 | -                 | -                 | -                 |                               |
| 2004 | Love Songs - Det bästa-album - Släppt: 2004 - Format: CD                                        | -                 | -                 | -                 | -                 | -                 | -                 | -                 | -                 | -                 | -                 |                               |
| 2004 | Platinum & Gold Collection - Rick Astley - Det bästa-album - Släppt: 2004 - Format: CD          | -                 | -                 | -                 | -                 | -                 | -                 | -                 | -                 | -                 | -                 |                               |

### Singlar
| År   | Sång                                             | UK | US Hot 100 | US Dance | US AC | CAN | SWIT | AUSTRI | FR | SWE | NOR | AUSTRA | IR | GER   | SP | NZ | IT                 | Album                      |
| ---- | ------------------------------------------------ | -- | ---------- | -------- | ----- | --- | ---- | ------ | -- | --- | --- | ------ | -- | ----- | -- | -- | ------------------ | -------------------------- |
| 1987 | "Never Gonna Give You Up"                        | 1  | 1          | 1        | 1     | 1   | 2    | 4      | 6  | 1   | 1   | 1      | 2  | 1     | 1  | 1  | 2                  | Whenever You Need Somebody |
| 1987 | "Whenever You Need Somebody"                     | 3  | -          | -        | -     | -   | 1    | 4      | 11 | 1   | 2   | -      | 3  | 1     | 1  | -  | 3                  | Whenever You Need Somebody |
| 1987 | "When I Fall in Love"/"My Arms Keep Missing You" | 2  | -          | -        | -     | -   | 14   | 21     | -  | 12  | -   | -      | 2  | 7 / 6 | -  | -  | 9                  | Whenever You Need Somebody |
| 1988 | "Together Forever"                               | 2  | 1          | 1        | 2     | 2   | 14   | 10     | 18 | -   | -   | -      | 1  | 5     | -  | -  | 6                  | Whenever You Need Somebody |
| 1988 | "It Would Take a Strong Strong Man"              | -  | 10         | 8        | 1     | 2   | -    | -      | -  | -   | -   | -      | 4  | -     | -  | -  | -                  | Whenever You Need Somebody |
| 1988 | "She Wants to Dance with Me"Rick Astley song     | 6  | 6          | 13       | 5     | 1   | 12   | -      | -  | 12  | -   | 35     | -  | 10    | -  | -  | 9                  | Hold Me in Your Arms       |
| 1988 | "Take Me to Your Heart"                          | 8  | -          | -        | -     | -   | 16   | -      | 18 | 10  | -   | 41     | 5  | 10    | -  | -  | 6                  | Hold Me in Your Arms       |
| 1989 | "Hold Me in Your Arms"                           | 10 | -          | -        | -     | -   | -    | -      | -  | -   | -   | -      | 7  | 32    | -  | -  | -                  | Hold Me in Your Arms       |
| 1989 | "Giving Up on Love"                              | -  | 38         | -        | 11    | 29  | -    | -      | 46 | -   | -   | -      | -  | -     | -  | -  | -Rick Astley album | Hold Me in Your Arms       |
| 1989 | "Ain't Too Proud to Beg"                         | -  | 89         | -        | 16    | -   | -    | -      | -  | -   | -   | -      | -  | -     | -  | -  | -                  | Hold Me in Your Arms       |
| 1991 | "Cry for Help"                                   | 7  | 7          | -        | 1     | 3   | -    | 22     | -  | 17  | -   | 13     | 9  | 14    | -  | -  | 13                 | Free                       |
| 1991 | "Move Right Out"                                 | 58 | 81         | -        | 29    | -   | -    | -      | -  | -   | -   | -      | -  | 52    | -  | -  | 32                 | Free                       |
| 1991 | "Never Knew Love"                                | 70 | -          | -        | -     | -   | -    | -      | -  | -   | -   | -      | -  | -     | -  | -  | -                  | Free                       |
| 1993 | "The Ones You Love"                              | 48 | -          | -        | 19    | -   | -    | -      | -  | -   | -   | -      | -  | 54    | -  | -  | -                  | Body & Soul                |
| 1993 | "Hopelessly"                                     | 33 | 28         | -        | 4     | 23  | -    | -      | -  | -   | -   | -      | -  | -     | -  | -  | -                  | Body & Soul                |
| 2001 | "Sleeping"                                       | -  | -          | -        | 17    | -   | 69   | -      | -  | -   | -   | -      | -  | 60    | -  | -  | -                  | Keep It Turned On          |
| 2016 | "Keep Singing"                                   |    |            |          |       |     |      |        |    |     |     |        |    |       |    |    |                    | 50                         |
| 2016 | "Angels on My Side"                              |    |            |          |       |     |      |        |    |     |     |        |    |       |    |    |                    | 50                         |

## Rickrolling
Rickrolling är ett Internetfenomen. Istället för att komma till den sida en länk utger sig för att länka till så kommer man till en musikvideo för låten Never Gonna Give You Up framförd av Rick Astley.  Det har blivit något av en sport att lura personer att gå in på en sida med musikvideon, gärna göra det på så många som möjligt, och gärna flera gånger på samma person.
Youtube hade detta som aprilskämt den 1 april 2008. Alla deras länkar på startsidan ledde då till samma video, nämligen musikvideon till låten Never Gonna Give You Up framförd av Rick Astley. En annan stor rickrollning som har skett var den 20 februari 2009 då en elev hackade Göteborgs kommuns skolnät.